# Лангвајд
Лангвајд (њем. Langquaid) град је у њемачкој савезној држави Баварска. Једно је од 24 општинска средишта округа Келхајм. Према процјени из 2010. у граду је живјело 5.147 становника. Посједује регионалну шифру (AGS) 9273141.

## Географски и демографски подаци
Лангвајд се налази у савезној држави Баварска у округу Келхајм. Град се налази на надморској висини од 389 метара. Површина општине износи 56,7 km². У самом граду је, према процјени из 2010. године, живјело 5.147 становника. Просјечна густина становништва износи 91 становника/km².

## Међународна сарадња
| Мјесто       | Држава  | Врста сарадње | Од    |
| ------------ | ------- | ------------- | ----- |
| Наго-Тарболе | Италија | партнерство   | 2000. |
| Извор        |         |               |       |